# パスキエ・ケネル

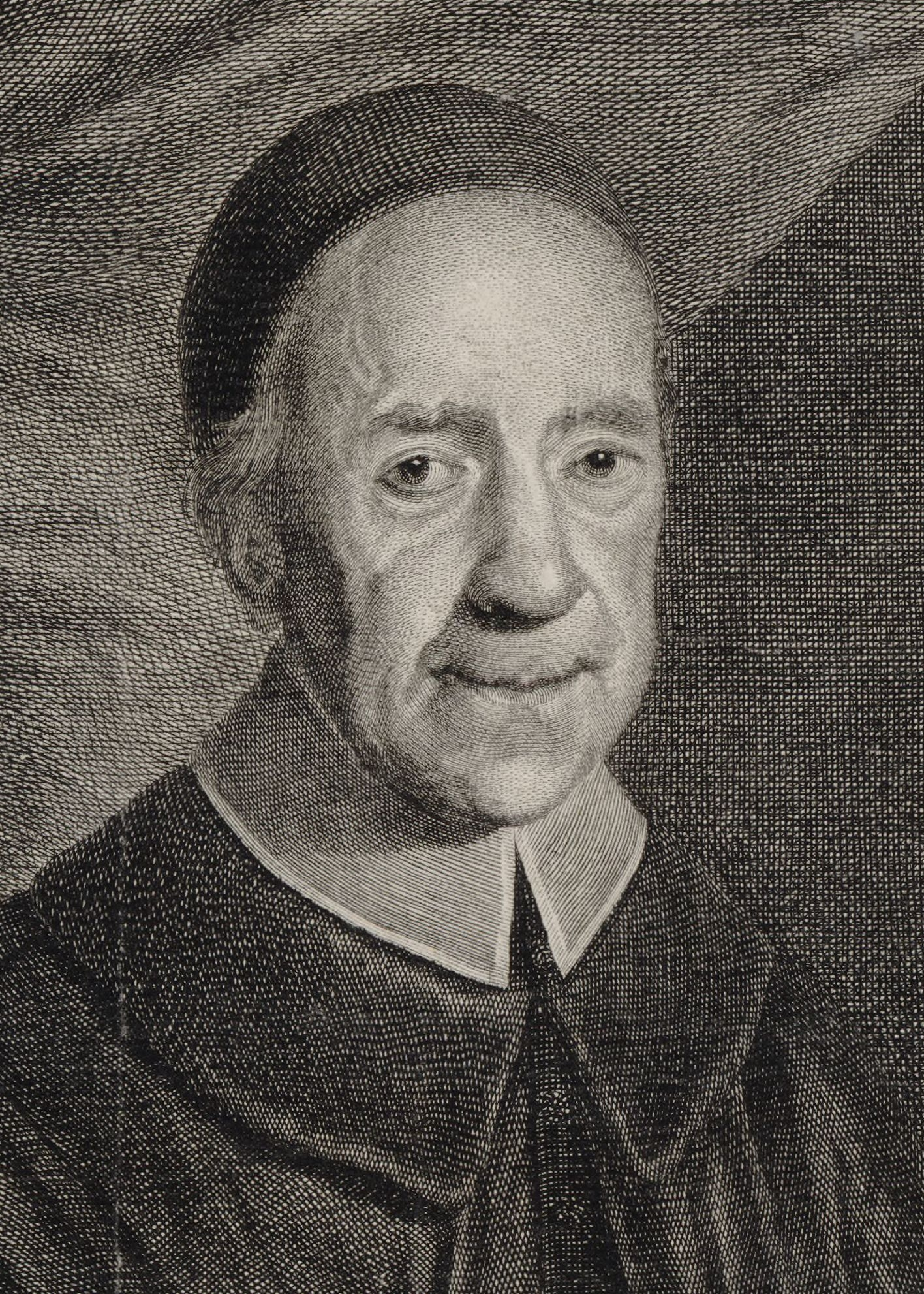
パスキエ・ケネル

パスキエ・ケネル（仏: Pasquier Quesnel、1634年7月14日 - 1719年12月2日）は、フランスのヤンセン主義神学者である。

## 概略
彼はパリに生まれ、1653年にソルボンヌを優秀な成績で卒業し、1657年にピエール・ド・ベルーレによって創立されたフランス・オラトリオ会に入会した。彼はすぐに頭角を出し、特にシャルル・ド・コンドランの著作を編集したことで名をなしたが、ヤンセン主義へ共感したことによって1681年にパリから追放された。彼はオルレアン司教であったクワラン枢機卿のところに身を寄せた。4年後、イエズス会による更なる迫害が予測されたため、新たにブリュッセルへと逃亡し、そこでアントワーヌ・アルノーと接触した。彼は1703年までブリュッセルに滞在していたが、メヘレン大司教の指示で逮捕された。3ヶ月間の拘留のあとで、ケネルは劇的な逃亡に成功した。その後アムステルダムに定住し、余生を送った。

## 影響
1694年のアントワーヌ・アルノーの死後、一般的にはケネルがヤンセン主義運動の指導者とみられている。ヤンセン主義にとって彼の著書『新約聖書に関する道徳的見解』(Reflexions morales sur le Nouveau Testament)はコルネリウス・ヤンセンの『アウグスティヌス』と同じくらい重要な意味を持っていた。この本は、タイトルが示すとおり、新約聖書に対する敬虔な注釈を扱うものである。その中でケネルはヤンセンの考えを一般的に理解しやすい形で表現し、それゆえたいへんな人気を得た。まさにそれがゆえにイエズス会の激しい敵意と怒りを呼び起こしたのである。イエズス会は、教皇クレメンス11世から1713年9月8日の教皇勅書『ウニゲニトゥス』を引き出し、ケネルに弁論の機会を与えることなく『道徳的見解』中の101箇所の文章が異端であると判決した。この教皇勅書は原則的にアウグスティヌスのいくつかの文章も異端であると判定したために、何人かの司教がこれに抗議をおこなった。こうした抗議活動は1717年3月5日に4人の司教とソルボンヌ大学が一般的な公会議で呼びかけをおこなった時に頂点に達した。しかし、教皇庁はこの呼びかけをはねつけた。この教皇勅書はカトリック教会が示してきたヤンセン主義者の教義に対する寛容な姿勢が終わったことを示している。